# Bindarri-Nationalpark

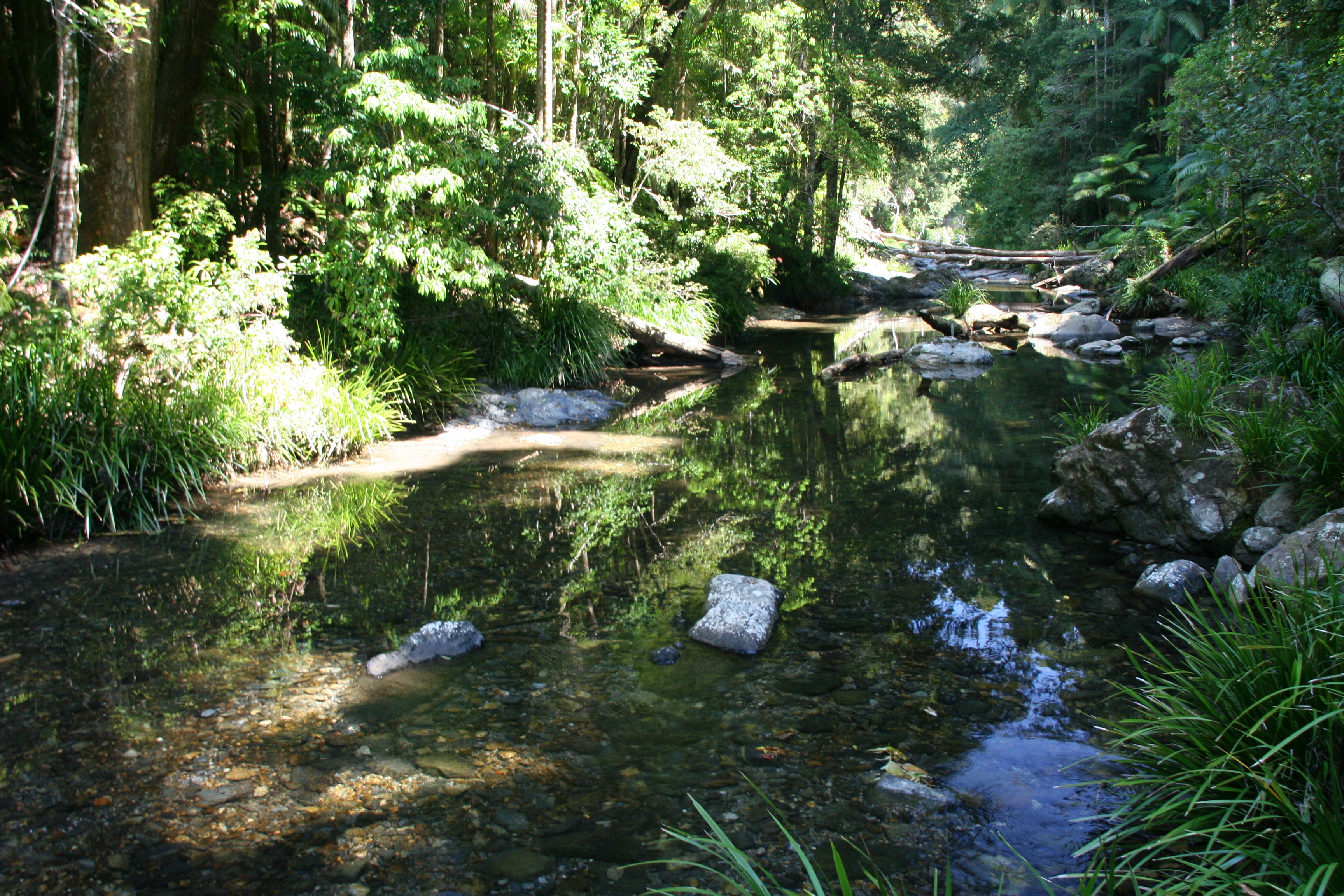
Bindarri-Nationalpark

Der Bindarri-Nationalpark ist ein Nationalpark im Nordosten des australischen Bundesstaates New South Wales, 431 km nördlich von Sydney und rund 20 km westlich von Coffs Harbour. 
Der Urumbilum River durchfließt den Park und bildet spektakuläre Wasserfälle in einem entlegenen und wilden Gebiet. Zwischen den weiten Ebenen gibt es kleine, lichte Wälder. Regenwälder bedecken geschützte Hänge.
Im Park gibt es keine Einrichtungen für Besucher. Diese müssen alles mitbringen, was sie für ihren Besuch benötigen. Zelten ist im Park erlaubt und so kann man die entlegenen Wälder erforschen.
In den Park gelangt man von Coffs Harbour aus über die Straße nach Dorrigo, von wo man auf eine unbefestigte Straße abzweigt.